# Miss Supranational 2023
O Miss Supranacional 2023 foi a 14ª edição do concurso Miss Supranacional (ou Miss Supranacional, em português). O concurso foi realizado em 14 de julho de 2023 no Anfiteatro Strzelecki Park na cidade de Nowy Sącz, Polônia. Candidatas de 65 países e territórios autônomos concorreram ao título e ao final do evento, a sul-africana Lalela Mswane, Miss Supranational 2022, coroou Andrea Aguilera Paredes, do Equador, como sua sucessora.  

## Resultados
| Posição                                               | Candidata |
| Miss Supranacional 2023                               | - Equador - Andrea Aguilera |
| Vice                                                  | - Filipinas - Pauline Cucharo Amelinckx |
| Terceiro lugar                                        | - Brasil - Sancler Frantz |
| Quarto ugar                                           | - Reino Unido - Emma Rose Collingridge |
| Quinto lugar                                          | - Vietnã - Đặng Thanh Ngân |
| Semifinalistas (Top 12) (em ordem de classificação)   | - Peru - Valéria Florez - Índia - Pragnya Ayyagari - México - Vanessa Lopez - Porto Rico - Camille Fabery Diana - República Dominicana - Cristal Santos - Gibraltar - Michelle Lopez Desoisa - Países Baixos - Luna-Isabella Stienstra |
| Quartas de final (Top 30) (em ordem de classificação) | - Zimbábue - Sakhile Zibusiso Dube - Curaçao - Andreina de Andrade - Colômbia - Valentina Mora - África do Sul - Ayanda Thabethe - Tailândia - Patraporn Wang - Espanha - Lola Martinez Wilson - Indonésia - Yasinta Aurellia - Botsuana - Dabilo Debbie Moses - El Salvador - Luciana Martinez - Venezuela - Selene Delgado - Polônia - Aleksandra Klepaczka - Malásia - Deidre Walker - Cuba - Monica Aguilar - Canadá - Alexa-Marie Grant - Islândia - Ísabella Þorvaldsdóttir - Nicarágua - Katherine Burgos Reyes - Romênia - Ioana-Izabela Hotăran - Togo - Mathilde Honyiglo |